# 赤穂浪士 (NHK大河ドラマ)
『赤穂浪士』（あこうろうし）は、1964年1月5日 から12月27日までNHKで放送された2作目の大河ドラマ。原作は、大衆文学の重鎮である大佛次郎の大作『赤穂浪士』。
主役の大石内蔵助に大映の看板俳優で後に国民栄誉賞を受賞する長谷川一夫を担ぎ出し、歌舞伎界や新劇界の大物、歌謡界の人気アイドルまでも起用し、前作『花の生涯』を上回る豪華キャストの競演で話題を集めた。

## 企画・制作
前作『花の生涯』がヒットしたことで、同作を企画したNHK芸能局長の長沢泰治は同趣向のドラマを毎年作る方針に変更し、「国民的文学をやれ」という指示を出した。長谷川の主役起用も、前作の佐田啓二同様、スターを出すという長沢の意向による。佐田の時と同じく、部下の合川明が交渉に当たり、まず所属していた大映に働きかけたもののテレビを軽蔑していた社長の永田雅一は一顧だにしなかった。合川は佐田の時にもおこなった本人との交渉に向かったところ、長谷川からはすぐに快諾を得る。長谷川は『花の生涯』の放映開始後、「（主演の）尾上松緑のように毎週テレビに出てくれれば顔が見られる」という地方在住ファンの手紙を多数受け取っていたという。長谷川を筆頭に豪華キャストをそろえたことは、当時の芸能マスコミやテレビ・映画業界からは「受信料でスターを集めた」というバッシングの対象にもなったが、後述する高い視聴率により大きなダメージには至らなかった。
スター結集の一方で、吉田沢右衛門役に緒形拳を起用する案もあったが、緒形は新国劇のスケジュールとのやりくりが付かず結局出演を辞退している。緒形は翌年の『太閤記』をはじめとする幾つかの作品でレギュラー出演をした後、1982年の『峠の群像』で大石内蔵助を演じている。また、後に赤穂事件を題材とした大河2作（『元禄太平記』『元禄繚乱』）でメインキャストを演じた石坂浩二が端役で出演していた。
赤穂四十七士たちの討ち入りを決意するまでの苦悩や葛藤、彼らに関わる人々の思惑などを1年間かけてじっくりと描き、また討入り後も切腹までを4回にわたって放送した。吉良邸のオープンセットは東京都杉並区のNHK富士見ヶ丘グラウンド（2015年 閉鎖）に建てられ、収録の際には1000人を超すギャラリーが集まった。
大河ドラマの名称は、この『赤穂浪士』放送中に、読売新聞が外国の大河小説に倣って、前作『花の生涯』で井伊直弼、今作『赤穂浪士』で大石内蔵助の生涯を描くことから、「大河ドラマ」と呼称したことに由来する。
本作以降は1月スタート、同年12月終了の放送スタイルが定着している（一部を除く）。
なお、主演の長谷川一夫は大河ドラマ単独主演では歴代最高齢の主演である(放送開始時55歳10ヶ月9日、なお単独主演でないケースを含めると、2000年の『葵 徳川三代』で津川雅彦が60歳0ヶ月7日で演じた事例が最高齢記録となる)。

## 反響
視聴率は優に30%を超え、浪士の討入りが放送された回には視聴率53.0%という大河ドラマ史上最高視聴率記録をも打ち立てた。この記録は2021年現在まで未だに破られていない。ただし、この当時は大河ドラマはまだ日曜午後8時からの放送ではなかった（当時、日曜午後8時枠はコメディドラマの『若い季節』であった）。全話の平均視聴率は31.9%で歴代4位（2019年現在）。
芥川也寸志のテーマ曲も話題となった。この曲は芥川が新東宝映画『たけくらべ』（1955年）の主題曲を使い回ししたものだったが、何より特徴的なビシッ、ビシッというむちの音が討ち入りの厳しさを感じさせ、視聴者の共感を得て、レコードも発売された。放送から50年以上経つ現在でも「忠臣蔵といえばこの音楽」というイメージが定着している。また「大河ドラマの音楽はオーケストラ演奏」というイメージも定着し、翌年からのNHK交響楽団によるテーマ音楽演奏へとつながった。

## 登場人物
※太字は第47回に登場

### 大石・浅野家
大石内蔵助（おおいし くらのすけ）
演：長谷川一夫
りく
演：山田五十鈴
大石主税（おおいし ちから）
演：中村賀津雄（現・中村嘉葎雄）
大石吉千代（おおいし きちちよ）
演：市川銀之助（現・市川團蔵）
八助（はちすけ）
演：片岡半蔵
浅野内匠頭（あさの たくみのかみ）
演：尾上梅幸
あぐり
演：岸田今日子
浅野大学（あさの だいがく）
演：城所英夫
大石無人（おおいし むじん）
演：河津清三郎
大石三平（おおいし さんぺい）
演：花柳喜章
無人の子。
鎌髭奴
演：奈良重徳、森章二、桂広行
無人の郎党。

### 赤穂四十七士
小野寺十内（おのでら じゅうない）
演：志村喬
堀部弥兵衛（ほりべ やへえ）
演：中村芝鶴
片岡源五右衛門（かたおか げんごえもん）
演：中村又五郎
不破数右衛門（ふわ かずえもん）
演：黒川弥太郎
原惣右衛門（はら そうえもん）
演：中村福助（中村芝翫とは別人）
前原伊助（まえはら いすけ）
演：林成年
奥田孫太夫（おくだ まごだゆう）
演：下元勉
礒貝十郎左衛門（いそがい じゅうろうざえもん）
演：井上孝雄
堀部安兵衛（ほりべ やすべえ）
演：加藤武
吉田忠左衛門（よしだ ちゅうざえもん）
演：巌金四郎
矢頭右衛門七（やとう えもしち）
演：舟木一夫
赤埴源蔵（あかばね げんぞう）
演：舟橋元
村松喜兵衛（むらまつ きへえ）
演：宮本曠二朗
富森助右衛門（とみもり すけえもん）
演：金田竜之介
武林唯七（たけばやし ただしち）
演：戸浦六宏
神崎与五郎（かんざき よごろう）
演：鈴木瑞穂
横川勘平（よこかわ かんぺい）
演：大山克巳
間喜兵衛（はざま きへえ）
演：高橋正夫
貝賀弥左衛門（かいが やざえもん）
演：幸田宗丸
潮田又之丞（うしおだ またのじょう）
演：渥美国泰
木村岡右衛門（きむら おかえもん）
演：内田稔
茅野和助（かやの わすけ）
演：田口計
岡嶋八十右衛門（おかじま やそえもん）
演：松本朝夫
岡野金右衛門（おかの きんえもん）
演：中村豊（現・猿若清三郎）
大高源五（おおたか げんご）
演：外山高士
杉野十平次（すぎの じゅうへいじ）
演：伊達正三郎
吉田沢右衛門（よしだ さわえもん）
演：小沢慶太郎
三村次郎左衛門（みむら じろうざえもん）
演：生井健夫
寺坂吉右衛門（てらさか きちえもん）
演：佐伯徹
千馬三郎兵衛（せんば さぶろべえ）
演：伊吹総太朗
大石瀬左衛門（おおいし せざえもん）
演：藤岡琢也
間十次郎（はざま じゅうじろう）
演：服部哲治
小野寺幸右衛門（おのでら こうえもん）
演：戸田皓久
間瀬久太夫（ませ きゅうだゆう）
演：笹川恵三
間新六（はざま しんろく）
演：花ノ本寿
中村勘助（なかむら かんすけ）
演：山田晴生
近松勘六（ちかまつ かんろく）
演：関根信昭
倉橋伝助（くらはし でんすけ）
演：吉田柳児
勝田新左衛門（かつた しんざえもん）
演：宗近晴見
早水藤左衛門（はやみ とうざえもん）
演：新田昌玄
村松三太夫（むらまつ さんだゆう）
演：中川謙二
奥田貞右衛門（おくだ さだえもん）
演：内山森彦
間瀬孫九郎（ませ まごくろう）
演：花上晃
菅谷半之丞（すがや はんのじょう）
演：小浜幸夫
矢田五郎右衛門（やだ ごろうえもん）
演：月森一蔵

### その他の赤穂藩士・四十七士の縁者
高田郡兵衛（たかた ぐんべえ）
演：田村高廣
大野九郎兵衛（おおの くろべえ）
演：菅井一郎
大野郡右衛門（おおの ぐんえもん）
演：奥野匡
藤井又左衛門（ふじい またざえもん）
演：近藤準
安井彦右衛門（やすい ひこえもん）
演：増田順司
落合与左衛門（おちあい よざえもん）
演：山田清
奥野将監（おくの しょうげん）
演：大町文夫
進藤源四郎（しんどう げんしろう）
演：須藤健
小山源五右衛門（おやま げんごえもん）
演：須永康夫
毛利小平太（もうり こへいた）
演：安井昌二
毛利小佐衛門（もうり こざえもん）
演：中村栄二
毛利小平太の父。
安江（やすえ）
演：浦辺粂子
毛利小平太の母。
小山田庄左衛門（おやまだ しょうざえもん）
演：山内明
岡林杢之助（おかばやし もくのすけ）
演：大滝秀治
早川宗助（はやかわ そうすけ）
演：新井和夫（現・新井量大）
萩原兵助（はぎわら へいすけ）
演：松下達夫
内藤万右衛門（ないとう まんえもん）
演：冨田浩太郎
矢頭長助（やとう ちょうすけ）
演：長浜藤夫
萱野三平（かやの さんぺい）
演：清川新吾
萱野七郎左衛門（かやの しちろうざえもん）
演：河村弘二
橋本平左衛門（はしもと へいざえもん）
演：坂東吉弥
遠藤弥五左衛門（えんどう やごえもん）
演：島宇志夫
堀内源太左衛門（ほりうち げんたざえもん）
演：堀雄二
おたか
演：高田敏江
八重（やえ）
演：小夜福子
堀部弥兵衛の妻。
丹女
演：夏川静枝
小野寺十内の妻。
吉田貞柳（よしだ ていりゅう）
演：細川ちか子
礒貝十郎左衛門の母。

### 吉良・上杉家
吉良上野介（きら こうづけのすけ）
演：滝沢修
浅野内匠頭の切腹や浅野大学の改易にも同情する人情味のある高家。
小林平七（こばやし へいしち）
演：芦田伸介
清水一学（しみず いちがく）
演：内藤武敏
山好新八郎（やまよし しんぱちろう）
演：梅沢昇
新貝弥七郎（しんがい やしちろう）
演：若杉英二
小堀源三郎（こぼり げんざぶろう）
演：宮島誠
鳥居利右衛門（とりい りえもん）
演：市川左三郎
大須賀治郎右衛門（おおすが じろうえもん）
演：尾上梅五郎（現・尾上菊十郎）
丸山清右衛門（まるやま せいえもん）
演：下村和男
石川彦右衛門（いしかわ ひこえもん）
演：嵯峨信孝
牧野春斎（まきの しゅんさい）
演：恒吉雄一
左右田孫兵衛（そうだ まごべえ）
演：小山源喜
上杉綱憲（うえすぎ つなのり）
演：山内雅人
千坂兵部（ちさか ひょうぶ）
演：實川延若
色部又四郎（いろべ またしろう）
演：野々村潔
須藤与一右衛門（すどう よいちえもん）
演：青野平義

### 幕府・大名・旗本
徳川綱吉（とくがわ つなよし）
演：守田勘弥
柳沢出羽守（やなぎさわ でわのかみ）
演：坂東三津五郎
細川越中守（ほそかわ えっちゅうのかみ）
演：嵐寛寿郎
堀内伝右衛門（ほりうち でんえもん）
演：大友柳太朗
土屋相模守（つちや さがみのかみ）
演：坂東蓑助
脇坂淡路守（わきさか あわじのかみ）
演：久米明
阿部豊後守（あべ ぶんごのかみ）
演：市村羽左衛門
稲葉正通（いなば まさみち）
演：尾上九朗右衛門
伊達左京亮（だて さきょうのすけ）
演：市村家橘（現・市村吉五郎）
仙石伯耆守（せんごく ほうきのかみ）
演：清水将夫
荒木十左衛門（あらき じゅうざえもん）
演：信欣三
土岐伊予守（とき いよのかみ）
演：永田靖
多門伝八郎（おかど でんぱちろう）
演：中村吉十郎
土屋主税（つちや ちから）
演：市村竹之丞（現・中村富十郎）
土屋家の腰元
演：石川祐代

### 原作小説の主役たち
堀田隼人（ほった はやと)
演：林与一
千坂の間者で浪人。
お仙（おせん）
演：淡島千景
千坂の間者。
蜘蛛の陣十郎（くものじんじゅうろう）
演：宇野重吉
江戸の大盗賊で隼人に協力する。
相沢新兵衛（あいざわ しんべえ）
演：西村晃
柳沢出羽守の間者。
目玉の金助（めだまのきんすけ）
演：穂積隆信
千坂の間者。

### その他
丸岡朴庵（まるおか ぼくあん）
演：伴淳三郎
犬の医師。
お千賀（おちか）
演：瑳峨三智子
朴庵の妾。
春山権之丞（はるやま ごんのじょう）
演：杉浦宏策
浮橋太夫（うきはしだゆう）
演：越路吹雪
新井白石（あらい はくせき）
演：尾上松緑
山田宗徧（やまだ そうへん）
演：柳永二郎
羽倉斎宮（はくら いつき）
演：北村和夫
宝井其角（たからい きかく）
演：田崎潤
三国屋市左衛門（みくにや いちざえもん）
演：下條正巳
細井広沢（ほそい こうたく）
演：二本柳寛
笹屋清右衛門（ささや せいえもん）
演：深見泰三
萩原千代（はぎわら ちよ）
演：佐々木すみ江
長恩（ちょうおん）
演：加藤嘉
老婆
演：田中筆子
佐五平（さごへい）
演：柳谷寛
お豊（おとよ）
演：本間文子
戸田局（とだのつぼね）
演：桜緋紗子
常八（つねはち）
演：大塚周夫
治助（じすけ）
演：江幡高志
長助（ちょうすけ）
演：矢田稔→森良介
行者
演：仲村秀生
その他
演：田村正和、渡辺美佐子、辻村真人、石坂浩二

## スタッフ
- 原作：大佛次郎『赤穂浪士』
- 脚色：村上元三
- 音楽：芥川也寸志
- 語り：竹内三郎
- 演奏：コンセール・レニエ
- 美術考証：新井勝利
- 制作統括：長澤泰治
- 制作：合川明
- 美術：富樫直人
- 技術：加藤多満喜
- 録音：中嶋正夫
- 演出補：大原誠
- 演出：井上博

## 放送
特記がない限りウェブサイト「NHKクロニクル」の「NHK番組表ヒストリー」で確認。

### 通常放送時間
この作品から、土曜日の再放送が放映されるようになり、以後定着した。
- NHK総合テレビジョン：（第14回まで）毎週日曜 20時45分 - 21時30分[11]、（第15回から）毎週日曜 21時30分 - 22時15分[5]
- （再放送）NHK総合テレビジョン：（第10回まで[注釈 2]）毎週土曜 14時05分 - 14時50分、（第14回から[注釈 2]）毎週土曜 13時15分 - 14時00分[5]

### 放送日程
- 第41回は19時30分から1964年東京オリンピックの水泳、ウェイトリフティング競技を放送したため45分繰り下げで放送。
- 第42回は22時から1964年東京オリンピックの体操競技を放送するため45分繰り上げで放送。

| 放送回                                                     | 放送日   | サブタイトル   |
| ---------------------------------------------------------- | -------- | -------------- |
| 第1回                                                      | 01月05日 | 女郎ぐも       |
| 第2回                                                      | 01月12日 | 花の雨         |
| 第3回                                                      | 01月19日 | くらやみの男   |
| 第4回                                                      | 01月26日 | 江戸と赤穂     |
| 第5回                                                      | 02月02日 | 勅使接待       |
| 第6回                                                      | 02月09日 | その前夜       |
| 第7回                                                      | 02月16日 | 松の廊下       |
| 第8回                                                      | 02月23日 | 風さそう       |
| 第9回                                                      | 03月01日 | 第二の使者     |
| 第10回                                                     | 03月08日 | 人それぞれに   |
| 第11回                                                     | 03月15日 | 名残りの城     |
| 第12回                                                     | 03月22日 | 十四日の月     |
| 第13回                                                     | 03月29日 | 城明け渡し     |
| 第14回                                                     | 04月05日 | 大阪の宿       |
| 第15回                                                     | 04月12日 | 蝉しぐれ       |
| 第16回                                                     | 04月19日 | 淀川船         |
| 第17回                                                     | 04月26日 | 山科の家       |
| 第18回                                                     | 05月03日 | 秋の琴         |
| 第19回                                                     | 05月10日 | 隠密往来       |
| 第20回                                                     | 05月17日 | 都八景         |
| 第21回                                                     | 05月24日 | 冬の雲         |
| 第22回                                                     | 05月31日 | 木枯らし       |
| 第23回                                                     | 06月07日 | 女ごころ       |
| 第24回                                                     | 06月14日 | 花の便り       |
| 第25回                                                     | 06月21日 | 伏見撞木町     |
| 第26回                                                     | 06月28日 | 元禄小袖       |
| 第27回                                                     | 07月05日 | 里げしき       |
| 第28回                                                     | 07月12日 | 雨の駕籠       |
| 第29回                                                     | 07月19日 | 眼んない千鳥   |
| 第30回                                                     | 07月26日 | 夕顔           |
| 第31回                                                     | 08月02日 | 露時雨         |
| 第32回                                                     | 08月09日 | 雁渡る         |
| 第33回                                                     | 08月16日 | 喧嘩六法       |
| 第34回                                                     | 08月23日 | 風の声         |
| 第35回                                                     | 08月30日 | 寒雀           |
| 第36回                                                     | 09月06日 | 星の夜         |
| 第37回                                                     | 09月13日 | 吉良上野介の顔 |
| 第38回                                                     | 09月20日 | 泡             |
| 第39回                                                     | 09月27日 | 似た梯         |
| 第40回                                                     | 10月04日 | 花も雪も       |
| 第41回                                                     | 10月11日 | 江戸座         |
| 第42回                                                     | 10月18日 | 霰             |
| 第43回                                                     | 10月25日 | 南部坂         |
| 第44回                                                     | 11月01日 | 師走の街       |
| 第45回                                                     | 11月08日 | いのちの灯     |
| 第46回                                                     | 11月15日 | 討入り前夜     |
| 第47回                                                     | 11月22日 | 討入り         |
| 第48回                                                     | 11月29日 | 引揚げ         |
| 第49回                                                     | 12月06日 | 四家お預け     |
| 第50回                                                     | 12月13日 | 勝者敗者       |
| 第51回                                                     | 12月20日 | 白梅紅梅       |
| 最終回                                                     | 12月27日 | 二月四日       |
| 平均視聴率 31.9%（視聴率は関東地区・ビデオリサーチ社調べ） |          |                |

大河ドラマで総集編がつくられるようになったのは第3作『太閤記』以降のため、本作の総集編は制作されていない。

## 映像の現存状況
第7回の松の廊下のシーン(1964年3月22日放送の「放送記念日特集　世界を結ぶNHK」において映し出されたもの）と第47回が現存している。
第47回は大河ドラマ史上最高視聴率の本作最大の山場「討入り」であり、現存している第47回「討入り」は『NHK想い出倶楽部2～黎明期の大河ドラマ編～（2）赤穂浪士』としてDVD販売されている。